# 康翠臺

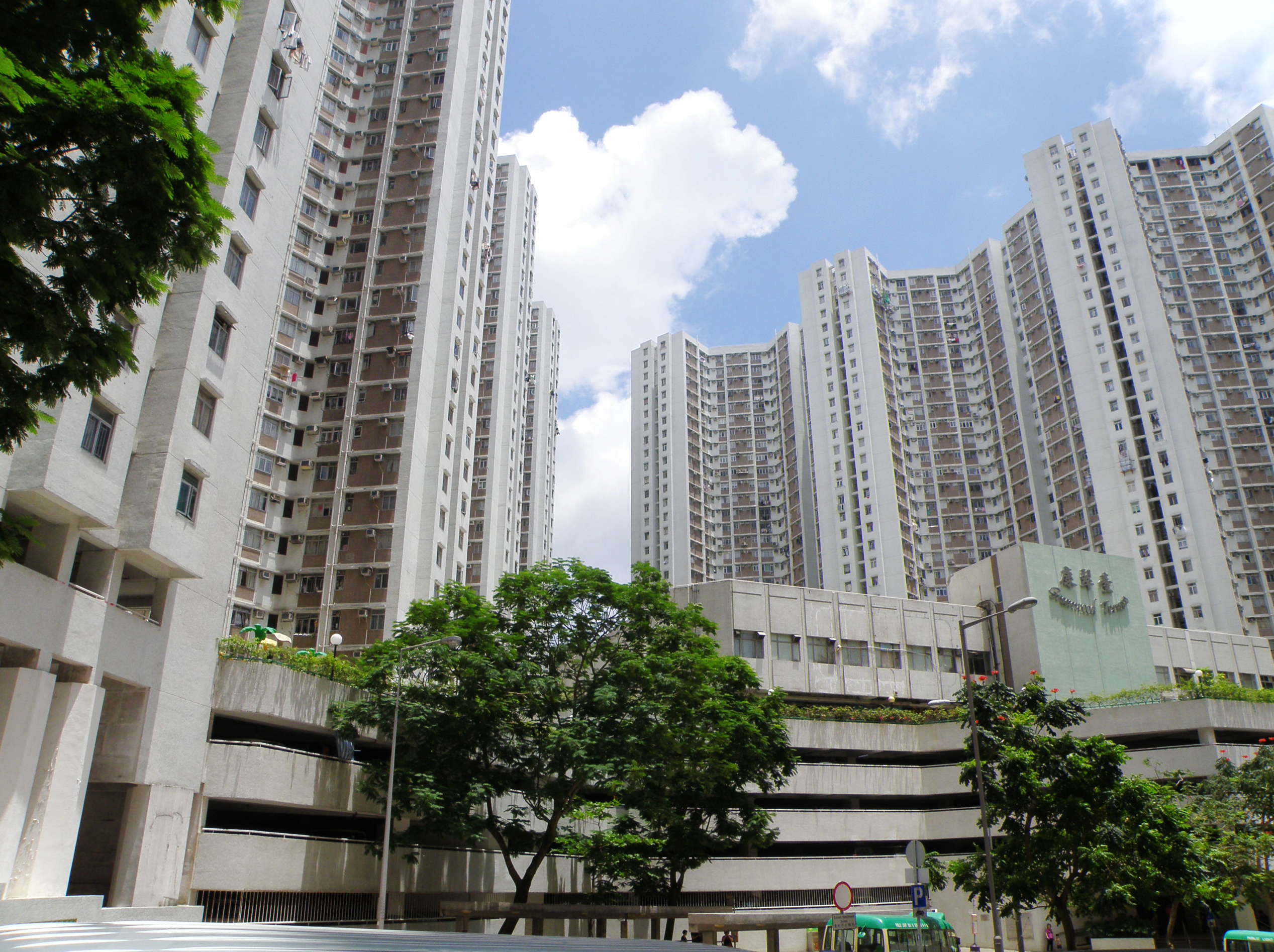
康翠臺及基座

康翠臺（英語：Greenwood Terrace）是香港私人機構參建居屋計劃（第7期乙）的屋苑，位於香港柴灣，毗鄰港鐵柴灣站，距離該站只有5分鐘步程，部份單位可眺望海景。康翠臺由新世界發展屬下的「百利城有限公司」負責發展，於1985年落成，並由富城集團管理。初時於柴灣計劃興建10座30層的私人發展商參建的「中等入息家庭房屋計劃」，但因為考慮到當時樓市逆轉，市民對該計劃反應冷淡，整個計劃擱置，所以發展商及房委會把康翠臺及樂翠臺改為私人參建居者有其屋計劃，且由10座減至7座，其餘3座則改為另一個同期落成的私人參建居屋屋苑樂翠臺，但康翠臺亦為港島區最大型的私人參建居屋屋苑。

## 屋苑資料
康翠臺首次推出時發售價為港幣229,000-406,900元，初時分兩期發售，第1期為4-7座共1200伙，但因太多人購買，故此加推第2期1-3座於同期居屋計劃下發售。
各樓宇的單位面積為582呎-875呎，其中875呎屬於設有主人套房的大單位，7座合共2100個單位。於97高峰期時，呎價處於全港居屋的頭3位位置，當時為區內藍籌屋苑之一，但後來因金融風暴，加上區內有更多新型屋苑落成，引致樓價大跌，雖則該處位鄰近於柴灣站，交通方便，但亦跌近一半，現時呎價與鄰近的港鐵上蓋私人屋苑新翠花園相差約800元，亦是全港100大交頭活躍的屋苑之一；以及區內平均呎價最高的居屋屋苑。

### 樓宇
| 樓宇名稱 | 樓宇類型                        | 落成年份 | 樓宇層數 | 每層伙數 | 單位數目（伙） | 建築師             | 承建商   | 提供升降機的廠商 | 期數 |
| -------- | ------------------------------- | -------- | -------- | -------- | -------------- | ------------------ | -------- | ---------------- | ---- |
| 第1座    | 私人參建居屋計劃 (星形(啞鈴形)) | 1985年   | 30       | 10       | 300            | 呂元祥建築師事務所 | 協興建築 | 富士達           | 2    |
| 第2座    | 私人參建居屋計劃 (星形(啞鈴形)) | 1985年   | 30       | 10       | 300            | 呂元祥建築師事務所 | 協興建築 | 富士達           | 2    |
| 第3座    | 私人參建居屋計劃 (星形(啞鈴形)) | 1985年   | 30       | 10       | 300            | 呂元祥建築師事務所 | 協興建築 | 富士達           | 2    |
| 第4座    | 私人參建居屋計劃 (星形(啞鈴形)) | 1985年   | 30       | 10       | 300            | 呂元祥建築師事務所 | 協興建築 | 富士達           | 1    |
| 第5座    | 私人參建居屋計劃 (星形(啞鈴形)) | 1985年   | 30       | 10       | 300            | 呂元祥建築師事務所 | 協興建築 | 富士達           | 1    |
| 第6座    | 私人參建居屋計劃 (星形(啞鈴形)) | 1985年   | 30       | 10       | 300            | 呂元祥建築師事務所 | 協興建築 | 富士達           | 1    |
| 第7座    | 私人參建居屋計劃 (星形(啞鈴形)) | 1985年   | 30       | 10       | 300            | 呂元祥建築師事務所 | 協興建築 | 富士達           | 1    |

### 教育

#### 幼稚園
- MORI LISA INTERNATIONAL KINDERGARTEN （页面存档备份，存于）（2014年創辦）（位於康翠臺第7座平台及高層地下部份）

### 設施配套
康翠臺設有商場及多層停車場，該處鄰近柴灣站，交通方便。
- 兒童遊樂場
- 休憩花園
- 中央公園
- 足健徑